# Anna Maria Lenngren

Silvermedalj med Anna Maria Lenngren, 1818.

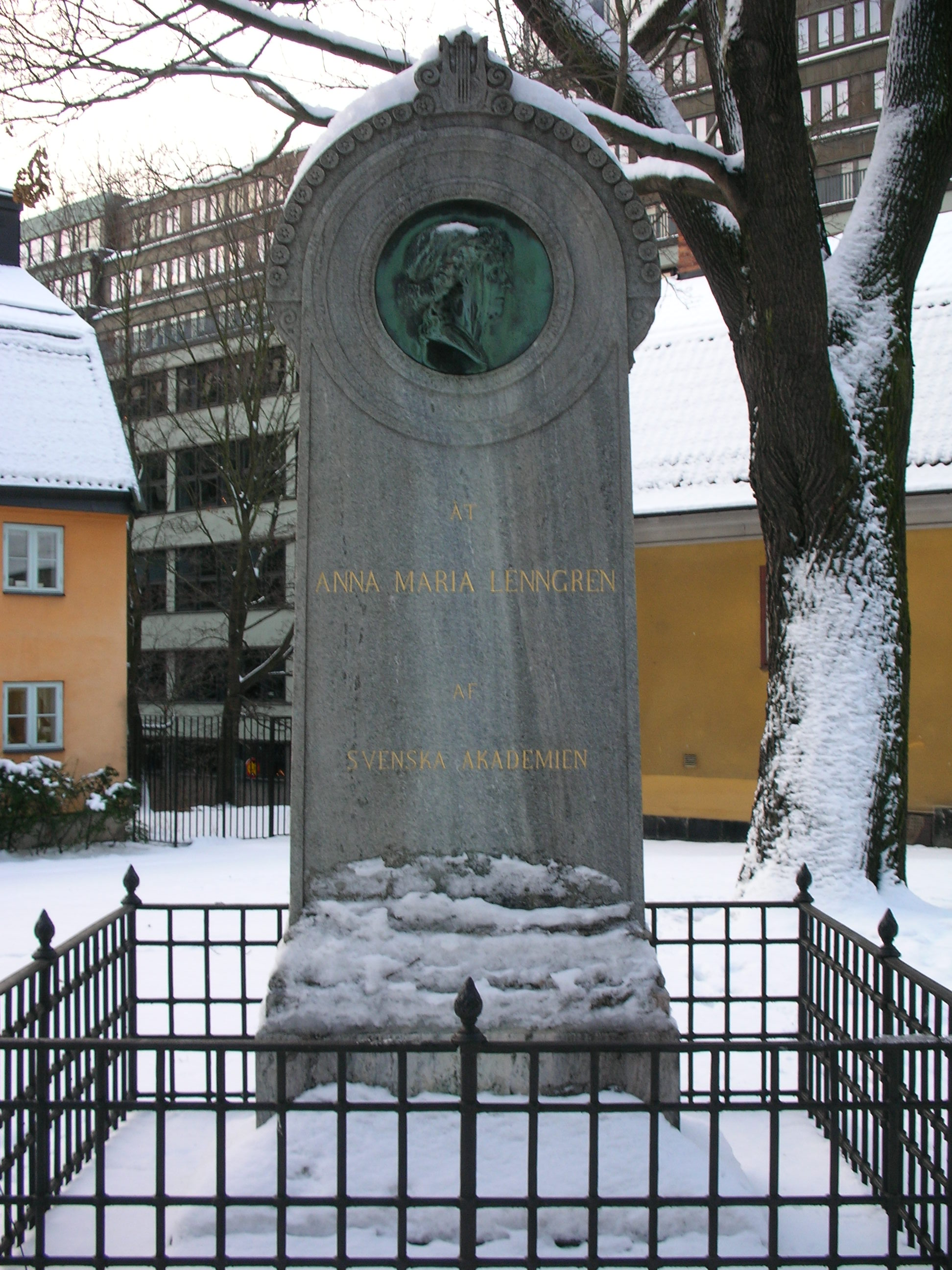
Anna Maria Lenngrens gravsten vid Klara kyrka i Stockholm.

Anna Maria Lenngren, född Malmstedt den 18 juni 1754 i Kvarteret Ånäbben i Uppsala, död 8 mars 1817 i Stockholm, var en svensk poet. Hon var dotter till Magnus Brynolf Malmstedt, som var professor vid universitetet i Uppsala, och gifte sig 1780 med kommerserådet och tidningsredaktören Carl Peter Lenngren.

## Biografi
Anna Maria Lenngren var dotter till Magnus Brynolf Malmstedt och Märta Johanna Florin (1719–1788). Under sin fars ledning förvärvade hon en omfattande beläsenhet, särskilt inom den latinska och franska litteraturen. Efter att fyllt arton år började hon att publicera dikter i olika tidningar, främst osjälvständiga stilkopior. Hennes första mer betydande dikt blev The-Conseillen, publicerad 1775 (omarbetad 1777), i vilken hon gisslar skvallret, förtalet och struntpratet bland damerna vid tebordet.
Som ung sysslade Lenngren med översättning bredvid sitt eget skrivande av olika texter bland annat operor och dramatik till bland annat Bollhusteatern. Hon översatte bland annat Odin Wolffs danska dikt En blick på grafven, vars tre sista verser blev psalm 449 i 1819 års psalmbok, Snart döden skall det öga sluta, och som även fanns med i 1937 års psalmbok som nummer 541, där hon i registret presenteras som 1700-talets berömdaste svenska skaldinna. Under 1770-talet översatte hon för Kungliga teatern franska operatexter, bland annat Jean-François Marmontels Lucia och Zermire et Azor. 
I samband med giftermålet 1780 upphörde hennes offentliga författarverksamhet, men anonymt publicerade hon under 1780-talet ett 50-tal dikter i Stockholms-Posten. Under Johan Henrik Kellgrens sjukdom och efter hans död 1795, då hennes man blev ägare till tidningen, började hennes bidrag i tidningen bli flitigare. De främsta av hennes dikter härrör från tiden 1793–1800.
Lenngren var medlem i sällskapet Utile Dulci. Hennes främsta genre är satiren, riktad mot högfärdig adel såväl som dem som fjäskade för den. Hon skrev också idyller, men vände sig mot den urvattnade form, "så sann och menlös att den bräker", som den vanligen tog sig och skrev istället om mer konkreta händelser, som en fest i en prästgård.
Till hennes mest kända dikter hör "Några ord till min kära dotter, i fall jag hade någon:" (1798):
Med läsning öd ej tiden bort –
Vårt kön så föga det behöfver,
Och skall du läsa, gör det kort.
Att såsen ej må fräsa öfver!
Dikten är svårtolkad och har lästs såväl som satirisk rolldikt som allvarligt menad som en blandning av de båda. Lenngren var skeptisk mot lärdom, och uppmanar i dikten istället för bokstudier till studier av världen. Hon skrev samtida med den franska revolutionen och hade läst upplysningsförfattare som Voltaire och Rousseau.
En annan av hennes mest berömda dikter, till en tonsättning av Gluck, är Pojkarne 1797 med inledningen:
"Jag minns den ljuva tiden, jag minns den som igår...".
Lenngren uppträdde främst anonymt, och först efter hennes död gav maken 1819 ut hennes dikter under titeln Skaldeförsök. Hennes namn var dock välkänt i litterära kretsar, och Svenska Akademien försökte upprepade gånger finna sätt att visa sin uppskattning utan att hon ville motta den, och Carl Gustaf af Leopold diskuterade till och med i ett brev om hon kunde tänkas bli invald.
Hennes död föregicks av svåra och långvariga plågor orsakade av bröstcancer. Hon genomgick en smärtsam men fruktlös operation och dog ett år därefter. Bland de sista ord hon yttrade ska ha varit: "Jag är icke rädd för döden, ty jag är icke rädd för Gud."

### Samlade skrifter
- Samlade skrifter. Svenska författare utgivna av Svenska vitterhetssamfundet, 0346-7864; 6 (Omtr). Stockholm: Svenska vitterhetssamf. (SVS). 1999-2001. Libris 3076410 – Nytryck av originalen från 1917-1926.
  -  Del 1. 1999[1917]. Libris 3076411. ISBN 91-7230-086-8. http://litteraturbanken.se/#!/forfattare/LenngrenAM/titlar/SamladeSkrifter1/info
  -  Del 2. 2000[1918]. Libris 3076412. ISBN 91-7230-090-6. http://litteraturbanken.se/#!/forfattare/LenngrenAM/titlar/SamladeSkrifter2/info
  -  Del 3. 2001[1926]. Libris 3076413. ISBN 91-7230-101-5. http://litteraturbanken.se/#!/forfattare/LenngrenAM/titlar/SamladeSkrifter3/info

### Översättningar
- Jean François Marmontel: Lucile, opera-comique: opera-comique i en acthos (Lucile) (Stockholm: Joh. Arv. Carlbohm, 1776)
- Jean François Marmontel: Zemire och Azor: Comedie ballet uti fyra acter (Zémire et Azor) (Stockholm: trykt i kongl. tryckeriet, 1778)
- Ovidius: Dido til Eneas. Heorïde (Stockholm: tryckt hos Johan Georg Lange, 1778)
- Charles Simon Favart: Arsène: féerie-comedie uti fyra (La belle Arsène) (Stockholm: actertryckt hos Anders Jacobsson Nordström, 1779)

### Psalmer
- Den svenska psalmboken 1819
  - 449 Snart döden skall det öga sluta

## Dikter i urval
- Den mödosamma världen
- Några ord till min kära dotter, i fall jag hade någon